# Fête nationale du Laos
La fête nationale du Laos a lieu le 2 décembre. Le jour férié marque la fin de la monarchie et la création de la République démocratique populaire lao en 1975.